# Derytrema riggini
Derytrema riggini är en plattmaskart. Derytrema riggini ingår i släktet Derytrema och familjen Microphallidae. Inga underarter finns listade i Catalogue of Life.